# Telekomunikační družice

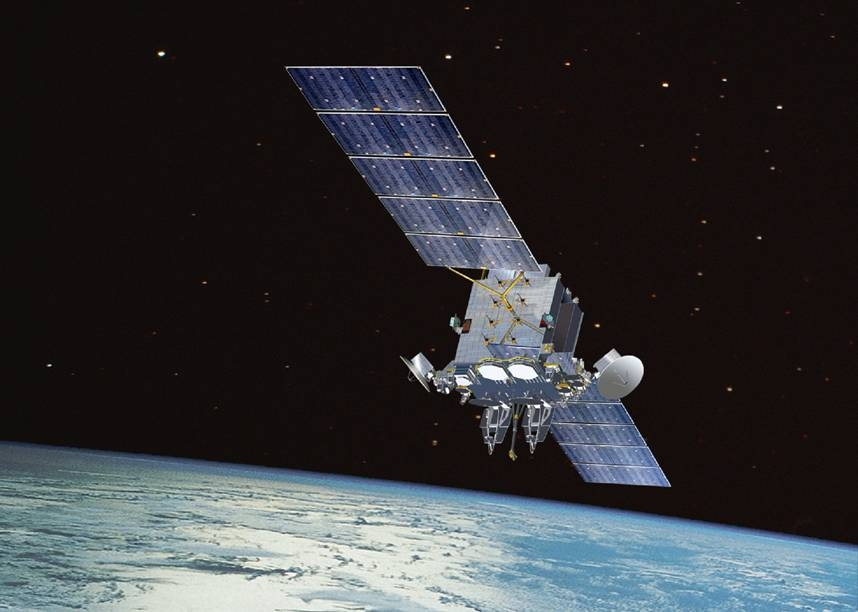
Telekomuniační satelit Advanced Extremely High Frequency (AEHF1)

Telekomunikační družice jsou umělé družice (satelity) Země určené pro telekomunikace. Používají se pro šíření televizního vysílání, přenos telefonních hovorů, přenos dat, pro satelitní telefony a další účely. Do kosmu je vynášejí buď raketoplány nebo rakety. Oběžná dráha telekomunikačních družic závisí na jejich určení; pro televizní vysílání pro individuální uživatele se používají geostacionární dráhy kdy se družice při pohledu ze Země, stále "vznášejí" nad stejným místem, takže signál z nich lze přijímat pevnou parabolickou anténou. Pro satelitní telefony se používají jak geostacionární družice, tak družice na nízké dráze, kterých musí být pro nepřetržité pokrytí několik desítek.
Telekomunikační družice se obvykle skládají ze tří hlavních částí. První částí jsou sluneční panely tvořené fotovoltaickými články (sluneční baterie), které družici zásobují elektřinou vyrobenou ze slunečního záření. Díky nim jsou některé družice viditelné ze Země – vypadají jako malé hvězdy. Druhá část je vlastní tělo družice, které obsahuje přijímač a vysílač. Třetí částí je jedna nebo více antén.
Samotný přenos signálu probíhá následovně: Pozemní stanoviště vyšle signál k družici (uplink), ta ho transponuje na jiný kmitočet, zesílí a pošle ho zpět k Zemi (downlink). Některé družice jsou svými vysílacími prostředky schopny přenášet signál i mezi sebou.